# Selenit
Selenit – bezbarwna, bardzo czysta odmiana gipsu, wykształcona w formie dużych tabliczkowych kryształów. Nazwą selenit określa się też czasami włóknistą odmianę gipsu, wykazującą księżycową poświatę, a niekiedy także efekt kociego oka. Okazy takiego gipsu są znane z Francji, Wielkiej Brytanii i Rosji.
Nazwa pochodzi od stgr. σελήνη, selḗnē (księżyc) i λῐ́θος, líthos (kamień) (σεληνῑ́της, selēnī́tēs oznacza księżycowy kamień), nawiązując do specyficznego połysku tego minerału przypominającą księżycową poświatę.

## Właściwości
- Odmiana gipsu o połysku perłowym.
- Występuje w taflach (przezroczystych).

## Występowanie

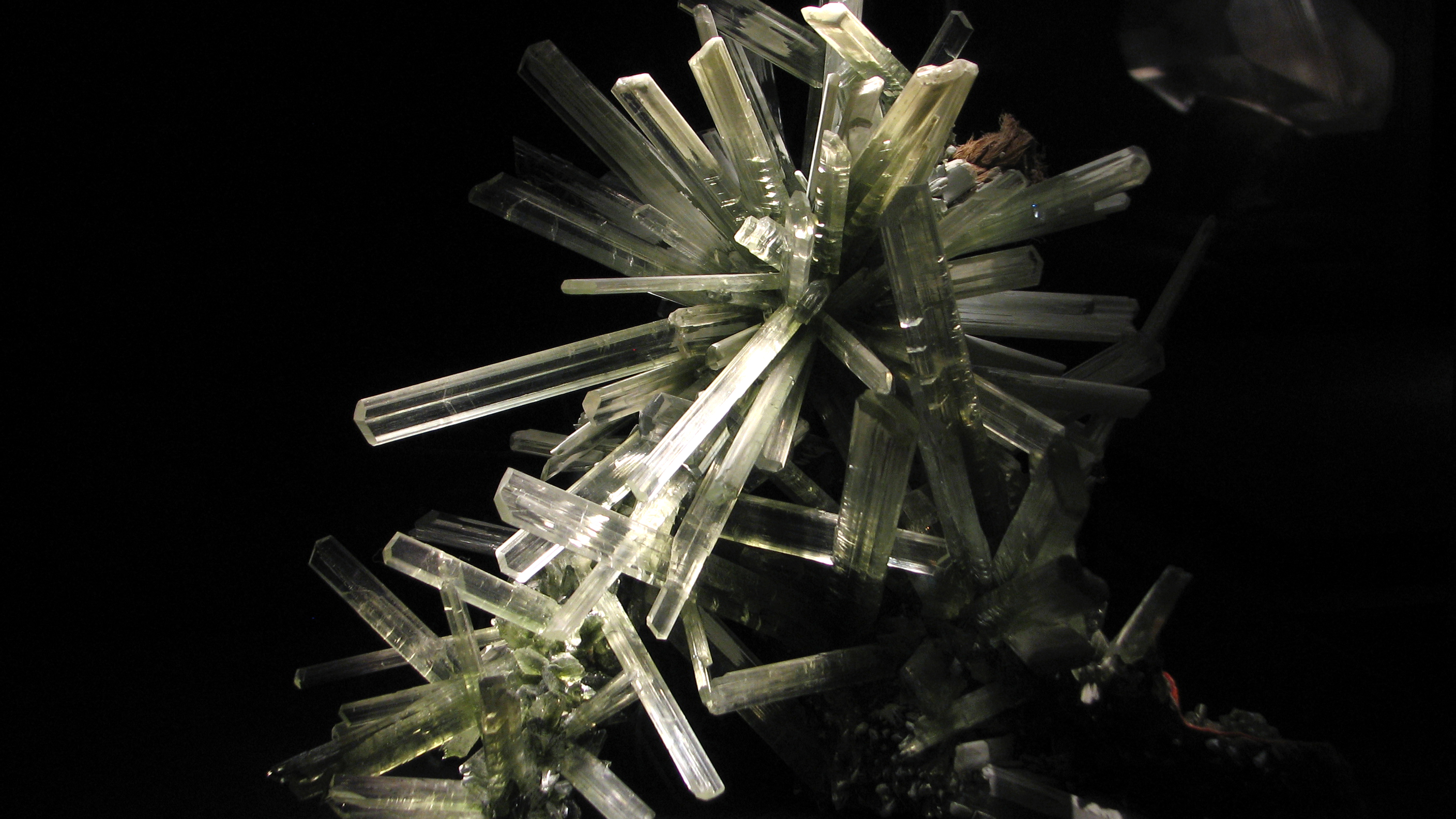
Klaster selenitu w Kryształowej Jaskini w Naica, Meksyk

Meksyk – Naica, St. Eulalia, USA – Kolorado, Utah, Nowy Meksyk (jaskinia Lechuguilla), Kanada – Nowy Brunszwik, Chile – na pustyni Atacama, Francja – okolice Paryża, Włochy – ok. Bolonii, Sycylia, Niemcy – Badenia, Harz, Las Turynski, Hiszpania – Saragossa, Polska – w dolinie Nidy, Sieroszowice, Lubin, Dobrzyń nad Wisłą, Chodzież k. Piły.

## Zastosowanie
- Niegdyś cienkie płytki selenitu służyły jako szyby okienne, a przechodzące przez nie światło odznaczało się charakterystycznym miękkim blaskiem podobnym do światła księżyca.
- Z niego wyrabiane są przybory optyczne.
- Ładnie wykształcone, duże kryształy stanowią poszukiwany i wysoko ceniony[przez kogo?] kamień kolekcjonerski. Ich wielkość osiąga nawet 3 m, jednak wymiary najbardziej czystych okazów nie przekraczają kilkudziesięciu cm.
- Niekiedy są wykorzystywane jako materiał rzeźbiarski.